# Carl Ben Eielson

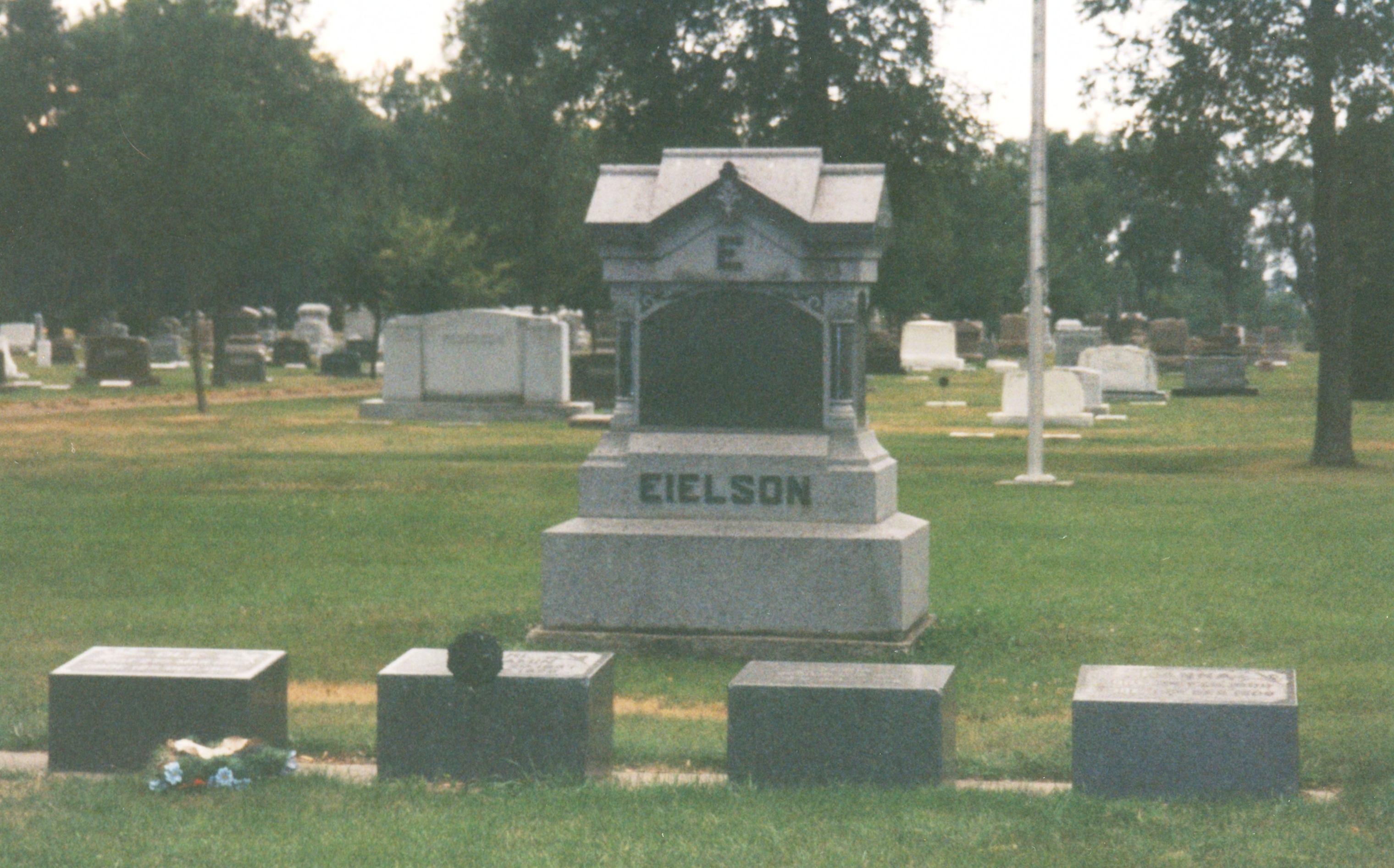
Sa tombe à Hatton dans le Dakota du Nord.

Carl Benjamin Eielson (1897 - 1929) est un aviateur et un explorateur américain. 

## Biographie
Il est né à Hatton dans le Dakota du Nord d'immigrants norvégiens. Il s'enrôla et appris à voler dans l'U.S. Army Air Service en 1917, créé après l'entrée en guerre des États-Unis. En janvier 1918, il fut intégré dans la nouvellement créée section d'aviation de l'U.S. Army Signal Corps mais la Première Guerre se termina avant la fin de sa formation. Par la suite, il travailla en Alaska comme pilote réalisant plusieurs premières en poste aérienne.
Il est connu pour avoir réalisé le premier vol transarctique avec l'explorateur australien George Hubert Wilkins en avril 1928, découvrant alors de nombreuses îles inconnues de l'archipel arctique canadien. Après cet exploit, il lui fut demandé de créer Alaska Airways, une filiale de l'Aviation Corporation of America. Il mourut dans le crash de son avion, avec son mécanicien Earl Borland, le 9 novembre 1929 en Sibérie en tentant de venir au secours des 15 passagers de Nanuk, un cargo pris dans les glaces au cap Nord (connu maintenant sous le nom de Mys Schmidt).
Une base de l'US Air Force en Alaska, la Eielson Air Force Base, un Liberty ship, le  SS Carl B. Eielson et un mont des Endicott Mountains (en) en Alaska ont été nommés en son honneur.